# Resum d'astronomia

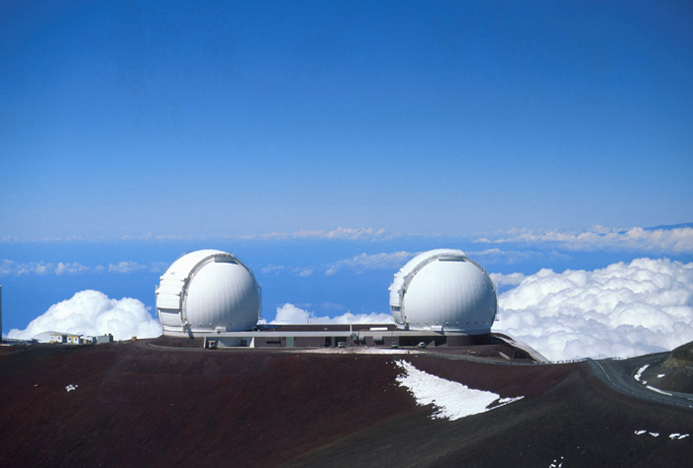
El Mauna Kea a Hawaii és un dels principals llocs d'observació del món. La fotografia és de l'Observatori W. M. Keck, un interferòmetre astronòmic òptic.

Aquest article és un resum que proporciona un esquema jeràrquic i guia temàtica de l'astronomia:
Astronomia – estudia l'univers més enllà de la Terra, inclosa la seva formació i desenvolupament, i l'evolució, física, química, meteorologia, i moviment dels objectes celestes (com les galàxies, planetes, etc.) i fenomens que s'originen fora de l'atmosfera terrestre (com ara la radiació còsmica de fons).

## Natura de l'astronomia
L'astronomia es pot descriure de la manera següent:
- Una disciplina acadèmica: una amb departaments acadèmics, plans d'estudis i titulacions; societats nacionals i internacionals; i revistes especialitzades.
- Un camp científic (una branca de la ciència) – una categoria àmpliament reconeguda d'expertesa especialitzada dins de la ciència, i en general la integra
  - Una ciència natural – una que busca elucidar les normes que governen el món natural usant mètodes empírics i científics.
    - Una branca o camp de la ciència espacial
- Una afició o cerca a temps parcial per a la satisfacció personal de la curiositat o l'apreciació de la bellesa, aquest últim incloent especialment l'astrofotografia.

## Branques de l'astronomia
- Astrobiologia – estudia l'adveniment i l'evolució dels sistemes biològics de l'univers.
- Astrofísica – branca de l'astronomia que tracta la física de l'univers, incloses les propietats físiques dels objectes celestials, així com les seves interaccions i comportament.[1] Entre els objectes estudiats es troben les galàxies, estrelles, planetes, exoplanetes, el medi interestel·lar i el fons còsmic de microones; i les propietats examinades inclouen la lluminositat, densitat, temperatura, i la composició química. Les subdisciplines de l'astrofísica teòrica són:
  - Objectes compactes – aquesta subdisciplina estudia la matèria molt densa en nanes blanques i estrelles de neutrons i els seus efectes en entorns incloent l'acreció.
  - Cosmologia física – origen i evolució de l'univers en conjunt. L'estudi de la cosmologia és l'astrofísica teòrica a la seva escala més gran.
  - Astrofísica computacional – L'estudi de l'astrofísica mitjançant mètodes i eines computacionals per desenvolupar models computacionals.
  - Astronomia galàctica – tracta de l'estructura i els components de la nostra i d'altres galàxies.
  - Astrofísica d'alta energia – estudia fenòmens que ocorren a altes energies, incloent nuclis de galàxies actives, supernoves, esclats de raigs gamma, quàsars, i xocs en arc.
  - Astrofísica interestel·lar – estudia el medi interestel·lar, l'intergalàctic i la pols.
  - Astronomia extragalàctica – estudi d'objectes (principalment galàxies) fora de la nostra galàxia, inclosa la formació i evolució.
  - Astronomia estel·lar – estudia la formació estel·lar, propietats físiques, la vida de la seqüència principal, variabilitat, evolució i extinció estel·lar.
  - Plasma astrofísic – estudia les propietats del plasma a l'espai exterior.
  - Astrofísica relativista – estudia els efectes de la relativitat especial i la relativitat general en contextos astrofísics que inclouen les ones gravitacionals, lents gravitatòries i forats negres.
  - Física solar – el sol i la seva interacció amb la resta del sistema solar i l'espai interestel·lar.
- Ciència planetària – estudi de planetes, llunes i sistemes planetaris.
  - Ciència atmosfèrica – estudi de les atmosferes i el clima.
  - Exoplanetologia – diversos planetes fora del sistema solar
  - Formació planetària – formació de planetes i llunes en el context de la formació i evolució del sistema solar.
  - Anells planetaris – dinàmica, estabilitat i composició dels anells planetaris
  - Magnetosferes – camps magnètics dels planetes i les llunes
  - Superfícies planetàries – geologia de superfície de planetes i llunes
  - Interiors planetaris – composició interior de planetes i llunes
  - Cossos menors del sistema solar – els cossos gravitacionals més petits inclosos són els asteroides, cometes, i objectes del cinturó de Kuiper.
- Astronomia dividida per la tècnica general utilitzada per a la investigació astronòmica:
  - Astrometria – estudi de la posició dels objectes en el cel i els seus canvis de posició. Defineix el sistema de coordenades usat i la cinemàtica d'objectes a la nostra galàxia.
  - Astronomia observacional – es posa en pràctica observar objectes celestes mitjançant l'ús de telescopis i altres aparells astronòmics. Es tracta de registrar dades. Les subdisciplines de l'astronomia observacional generalment es fan mitjançant les especificacions dels detectors: 
    - Radioastronomia – Superior als 300 µm
    - Astronomia mil·limètrica – 200 µm a 1 mm
    - Astronomia infraroja – 0.7–350 µm
    - Astronomia visible – 380–750 nm
    - Astronomia ultraviolada – 10–320 nm
    - Astronomia de raigs X – 0.01–10 nm
    - Astronomia de raigs gamma – Below 0.01 nm
    - Astronomia de raigs còsmics – Raigs còsmics, incloent el plasma
    - Astronomia de neutrins – Neutrins
    - Astronomia de la pols – Pols còsmica
    - Astronomia d'ona gravitatòria – Gravitons

  - Fotometria – estudiar de la brillantor dels objectes celestes a través de diferents filtres
  - Espectroscòpia – estudi dels espectres d'objectes astronòmics
- Altres disciplines que es poden considerar part de l'astronomia:
  - Arqueoastronomia
  - Astroquímica

## Història de l'astronomia
Història de l'astronomia
- Història del Centre de l'Univers
  - Teoria geocèntrica
  - Model heliocèntric
    - Heliocentrisme copernicà
    - Sistema ticònic
- Arqueoastronomia
  - Arqueoestronomia i cronologia vèdica
- Astronomia pretelescòpica
  - Astronomia babilònica
  - Astronomia xinesa
  - Astronomia egípcia
  - Astronomia grega
  - Astronomia hebrea
  - Astronomia índia
  - Astronomia islàmica
  - Astronomia russa
  - Astronomia a l'Edat Mitjana
    - Ciència a l'Europa occidental medieval
    - Astronomia islàmica medieval
- Història de l'astronomia en el Renaixement
  - Evolució científica durant la Revolució Científica
    - Patronat en astronomia
    - Revolució de Copèrnic
      - Heliocentrisme copernicà
      - Nicolau Copèrnic
        - Sobre les revolucions de les esferes celestials

      - Tycho Brahe
        - Sistema ticònic

      - Galileo Galilei
        - Dialogo Sopra i Due Massimi Sistemi del Mondo defensa del sistema heliocèntric escrit per Galileu, que va conduir al seu procés i arrest domiciliari per part de la Inquisició.

    - Invenció del telescopi
      - Història de l'astronomia de llum visible
- Història de l'astronomia en l'era de la reflexió
- Història de la radioastronomia
- Història de l'astronomia de raigs X
- Història de l'astronomia infraroja
- Història de l'astronomia de raigs gamma
- Història de l'observació de supernoves
  - Llista de supernoves

## Fenòmens astronòmics principals
- Atmosfera
- Pol celeste
- Eclipsi
- Eclíptica
- Raigs còsmics
- Lleis de Kepler
- Efecte Doppler
- Nutació
- Òrbita
- Pertorbació
- Precessió
- Moviment propi
- Desplaçament cap al roig
- Eclipsi de Sol
- Marea
- Zodíac

## Objectes astronòmics
Objecte astronòmic

### Sistema solar
- Sistema solar
- Geologia dels planetes terrestres solars
- Llista d'objectes del sistema solar
  - Llista d'objectes del sistema solar per mida
- Satèl·lits galileans
- Cometa de Halley

#### Sol
Sol
- Ubicació
  - Via Làctia
    - Sistema solar
- Tipus espectral
  - Estrella de seqüència principal de tipus G
- Estructura interna
  - Model solar estàndard
  - Nucli solar
  - Zona de radiació
  - Zona de convecció
- Atmosfera estel·lar
  - Fotosfera
    - Supergranulació
    - Granulació
    - Fàcula
    - Taca solar

  - Cromosfera
    - Platja
    - Espícula
    - Ona de Moreton

  - Corona
    - Regió de transició solar
    - Forat coronal
    - Rínxol coronal
    - Ejecció de massa coronal
    - Protuberància solar
    - Plomall coronal
- Variació solar
  - Cicle solar
    - Llista de cicles solars

  - Màxim solar
  - Mínim solar
  - Nombre de Wolf
  - Erupció solar
  - Heliosismologia
- Heliosfera
  - Vent solar
    - Corrent heliosfèric difús

  - Xoc de terminació
  - Heliofunda
  - Heliopausa
  - Xoc en arc
- Fenòmens relacionats
  - Dinamo solar
  - Eclipsi de Sol
  - Llum solar
  - Energia solar
- Equip utilitzat per estudiar el sol
  - Telescopi solar

#### Planetes
- Planeta
  - Característiques
    - Satèl·lits naturals (llunes)
    - Anells planetaris
- Planetes del sistema solar
  - Mercuri
  - Venus
  - Terra
    - Lluna

  - Mart
    - Satèl·lits de Mart

  - Júpiter
    - Satèl·lits de Júpiter
    - Anells de Júpiter

  - Saturn
    - Satèl·lits de Saturn
    - Anells de Saturn

  - Urà
    - Satèl·lits d'Urà
    - Anells d'Urà

  - Neptú
    - Satèl·lits de Neptú
    - Anells de Neptú
- Planetes nans del sistema solar
  - Ceres
  - Plutó
    - Satèl·lits de Plutó

  - Haumea
    - Satèl·lits d'Haumea

  - Makemake
  - Eris
    - Disnòmia

#### Cossos menors del sistema solar
Cos menor del sistema solar
- Asteroides
  - Planeta menor
  - Categoria:Asteroides per grup o família
    - Vulcanoides
    - Asteroides propers a la Terra
    - Cinturó d'asteroides
    - Asteroide troià
    - Centaure
    - Troià de Neptú
    - Satèl·lit asteroidal
    - Meteoroide
    - 2 Pallas
    - 3 Juno
    - 4 Vesta
    - 10 Hygiea

  - Llista d'asteroides
  - Significats de noms de planetes menors
- Objecte transneptunià
  - Cinturó de Kuiper
    - Plutí
      - 90482 Orcus
      - 28978 Ixion

    - Cubewano
      - (55637) 2002 UX25

    - 20000 Varuna
    - (15760) 1992 QB1
    - (55636) 2002 TX300
    - 50000 Quaoar
    - 38628 Huya
    - (55565) Aya

  - Disc dispers
    - (84522) 2002 TC302
    - 2004 XR190
    - Sedna

  - Cometa
  - Llista de cometes periòdics
  - Llista de cometes no parabòlics
  - Asteroide damocloide
  - Núvol de Hills
  - Núvol d'Oort

### Planetes extrasolars
- Planeta extrasolar – planeta fora del sistema solar. Un total de 4.341 planetes han estat identificats fins al 28 de gener de 2021.
  - Súper-Terra –

### Estrelles i objectes estel·lars

#### Estrelles
- Evolució estel·lar
  - Formació estel·lar
  - Estrella pre-seqüència principal
  - Seqüència principal
  - Branca horitzontal
  - Branca asimptòtica de les gegants
  - Drenatge
  - Banda d'inestabilitat
  - Agrupament vermell
  - Estrella predegenerada
  - Variable Mira
  - Nebulosa planetària
  - Nebulosa protoplanetària
  - Nova lluminosa vermella
  - Variable lluminosa blava
  - Estrella de Wolf-Rayet
  - Supernova impostora
  - Supernova
  - Hipernova
  - Diagrama de Hertzsprung-Russell
  - Diagrama color-color
- Protoestrella
  - Núvol molecular
    - Regió H II

  - Glòbul de Bok
  - Objecte estel·lar jove
  - Objecte de Herbig-Haro
  - Trajectòria de Hayashi
  - Límit de Hayashi
  - Trajectòria de Henyey
  - Variable Orió
    - Estrella T Tauri
    - Estrella FU Orionis

  - Herbig Ae/Be
- Classe de lluminositat
  - Estrella subnana
  - Estel nan
    - Nan blau
    - Nana roja

  - Estrella subgegant
  - Estrella gegant
    - Gegant blava
    - Gegant vermell

  - Estel gegant lluminós
  - Estrella supergegant
    - Supergegant blava
    - Supergegant vermella
    - Supergegant groga

  - Estel hipergegant
    - Estel hipergegant groc

  - Endarrerida blava
- Tipus espectral
  - Estrella de seqüència principal de tipus O
  - Estrella de seqüència principal de tipus B
  - Estrella de seqüència principal de tipus A
  - Estrella de seqüència principal de tipus F
  - Estrella de seqüència principal de tipus G
  - Estrella de seqüència principal de tipus K
  - Estrella de seqüència principal de tipus M
  - Estrella Be
  - Estrella OB
  - Estel subnan B
  - Estrella de tipus tardana
  - Estel peculiar
    - Estrella AM
    - Estel Ap i Bp
      - Estrella Ap d'oscil·lació ràpida

    - Estel de bari
    - Estrella de carboni
    - Estel CH
    - Estrella extrema d'heli
    - Estrella Lambda Boötis
    - Estrella de plom
    - Estrella de mercuri-manganès
    - Estel de tipus S
    - Variable Gamma Cassiopeiae
    - Estel de tecneci
- Romanents
  - Nan blanc
    - Nana negra
    - Planeta d'heli

  - Estrella de neutrons
    - Púlsar
    - Magnetar

  - Forat negre estel·lar
  - Estrella compacta
    - Estel de quarks
    - Estel exòtic

  - Nucli estel·lar: EF Eridani
- Estrelles fallides i teòriques
  - Objecte subestel·lar
    - Nana marró
      - Estel subnan marró

    - Planetar

  - Estrella de Boson
  - Estrella fosca
  - Quasi-estrella
  - Objecte de Thorne–Żytkow
  - Estrella de ferro
- Nucleosíntesi estel·lar
  - Procés alfa
  - Procés triple-alfa
  - Cadena protó-protó
  - Flaix de l'heli
  - Cicle CNO
  - Encesa de liti
  - Combustió del carboni
  - Procés de combustió del neó
  - Combustió de l'oxigen
  - Procés de combustió del silici
  - Procés S
  - Procés R
  - Fusor
  - Nova
    - Romanent de nova
- Estructura estel·lar
  - Nucli solar
  - Zona de convecció
    - Microturbulència
    - Oscil·lacions de tipus solar

  - Zona de radiació
  - Fotosfera
  - Taca estel·lar
  - Cromosfera
  - Corona solar
  - Vent estel·lar
    - Bombolla de vent estel·lar

  - Astrosismologia
  - Límit d'Eddington
  - Mecanisme de Kelvin-Helmholtz
- Propietats
  - Nomenclatura estel·lar
  - Dinàmica estel·lar
  - Temperatura efectiva
  - Cinemàtica estel·lar
  - Camp magnètic estel·lar
  - Magnitud
    - Magnitud absoluta

  - Massa solar
  - Metal·licitat
  - Rotació estel·lar
  - Sistema fotomètric UBV
  - Estrella variable
- Sistema d'estrelles
  - Estrella binària
    - Estrella binària de contacte
    - Estructura comuna

  - Estrella múltiple
  - Disc d'acreció
  - Sistema planetari
  - Sistema Solar de la Terra
- Observació terrestre de les estrelles
  - Estel polar
  - Estel circumpolar
  - Magnitud
    - Magnitud aparent
    - Magnitud fotogràfica
    - Diagrama color-color

  - Velocitat radial
  - Moviment propi
  - Paral·laxi estel·lar
  - Estrella fotomètrica estàndard
- Llistes d'estrelles
  - Llista de noms propis d'estrelles
  - Llista de noms àrabs d'estrelles
  - Llista de noms d'estrelles en xinès tradicional
  - Llista de les estrelles més massives
  - Llista de les estrelles menys massives
  - Llista de les estrelles més grans
  - Llista d'estrelles per magnitud
    - Estrelles més brillants històriques

  - Llista de les estrelles més lluminoses
  - Llista d'estels més propers
    - Llista de les estrelles brillants més properes

  - Llista de planetes extrasolars
  - Llista de nanes marrons
  - Llista de nebuloses planetàries
  - Llista de novae
  - Llista de supernoves
  - Llista de romanents dels supernova
  - Llista de candidats de supernova
  - Cronologia de l'astronomia estel·lar

#### Estrelles variables
Estrella variable
- Polsant
  - Cefeides i similars
    - Variable cefeida
    - Cefeida de tipus II
    - Variable RR Lyrae
    - Variable Delta Scuti
    - Variable SX Phoenicis

  - Blau-blanc amb espectres primerencs
    - Variable Beta Cephei
    - Variable PV Telescopii

  - Període llarg i semiregular
    - Variable Mira
    - Variable semiregular
    - Variable irregular lenta

  - Altres
    - Variable RV Tauri
    - Variable Alfa Cygni
    - Nana blanca polsant
- Eruptius
  - Estrella pre-seqüència principal
    - Estrella Herbig Ae/Be
    - Variable Orió
    - Estrella FU Orionis

  - Seqüència principal
    - Estrella de Wolf-Rayet
    - Estrella fulgurant

  - Gegants i supergegants
    - Variable lluminosa blava
    - Variable Gamma Cassiopeiae
    - Variable R Coronae Borealis

  - Binària eruptiva
    - Variable RS Canum Venaticorum

  - Cataclísmica o explosiva
    - Estrella variable cataclísmica
    - Nova nana
    - Nova
    - Supernova
    - Z Andromedae
- Girant
  - No esfèrica
    - El·lipsoïdal

  - Taques estel·lars
    - FK Comae Berenices
    - Variable BY Draconis

  - Camps magnètics
    - Variable Alpha² Canum Venaticorum
    - SX Arietis
    - Púlsar
- Binàries eclipsants
  - Variable Algol
  - Variable Beta Lyrae
  - Variable W Ursae Majoris

#### Supernoves
Supernova
- Tipus
  - Supernova de tipus Ia
  - Supernova de tipus Ib i Ic
  - Tipus II (IIP i IIL)
- Relacionades
  - Supernova propera a la Terra
  - Supernova impostora
  - Hipernova
  - Quark-nova
  - Cops de púlsar
- Estructura
  - Supernova de parelles d'inestabilitat
  - Nucleosíntesi de les supernoves
  - Procés P
  - Procés R
  - Esclat de raigs gamma
  - Detonació de carboni
- Progenitores
  - Variable lluminosa blava
  - Estrella de Wolf-Rayet
  - Estrella supergegant
    - Supergegant blava
    - Supergegant vermella
    - Supergegant groga

  - Estel hipergegant
    - Estel hipergegant groc

  - Nan blanc
- Romanents
  - Romanent de supernova
  - Estrella de neutrons
    - Púlsar
    - Magnetar
    - Forat negre estel·lar

  - Estrella compacta
  - Estrella supergegant
    - Estel de quarks
    - Estel exòtic
- Descoberta
  - Estel convidat
  - Història de l'observació de les supernoves
  - Cronologia de nanes blanques, estrelles de neutrons i supernoves
- Notables
  - Llista de supernovae
  - Llista de romanents de supernova
  - Llista de candidates a supernova
  - Llista de les estrelles més massives
  - Supernovae en la ficció
  - SN 1054
  - Estrella supergegant
    - Nebulosa del Cranc

  - Tycho
  - Kepler
  - SN 1987A
  - SN 185
  - SN 1006
  - SN 2003fg
  - Romanent de supernova Vela
  - Romanent G1.9+0.3
  - SN 2007bi
- Investigació
  - Supernova Cosmology Project
  - High-z Supernova Search Team
  - Texas Supernova Search
  - Nearby Supernova Factory
  - Supernova Legacy Survey
  - Supernova Early Warning System
  - Monte Agliale Supernovae and Asteroid Survey
  - Supernova/Acceleration Probe
  - Sloan Digital Sky Survey#Sloan Supernova Survey

#### Forats negres
Forat negre
- Tipus
  - Mètrica de Schwarzschild
  - Forat negre giratori
  - Forat negre carregat
  - Forat negre virtual
- Mida
  - Forat negre microscòpic

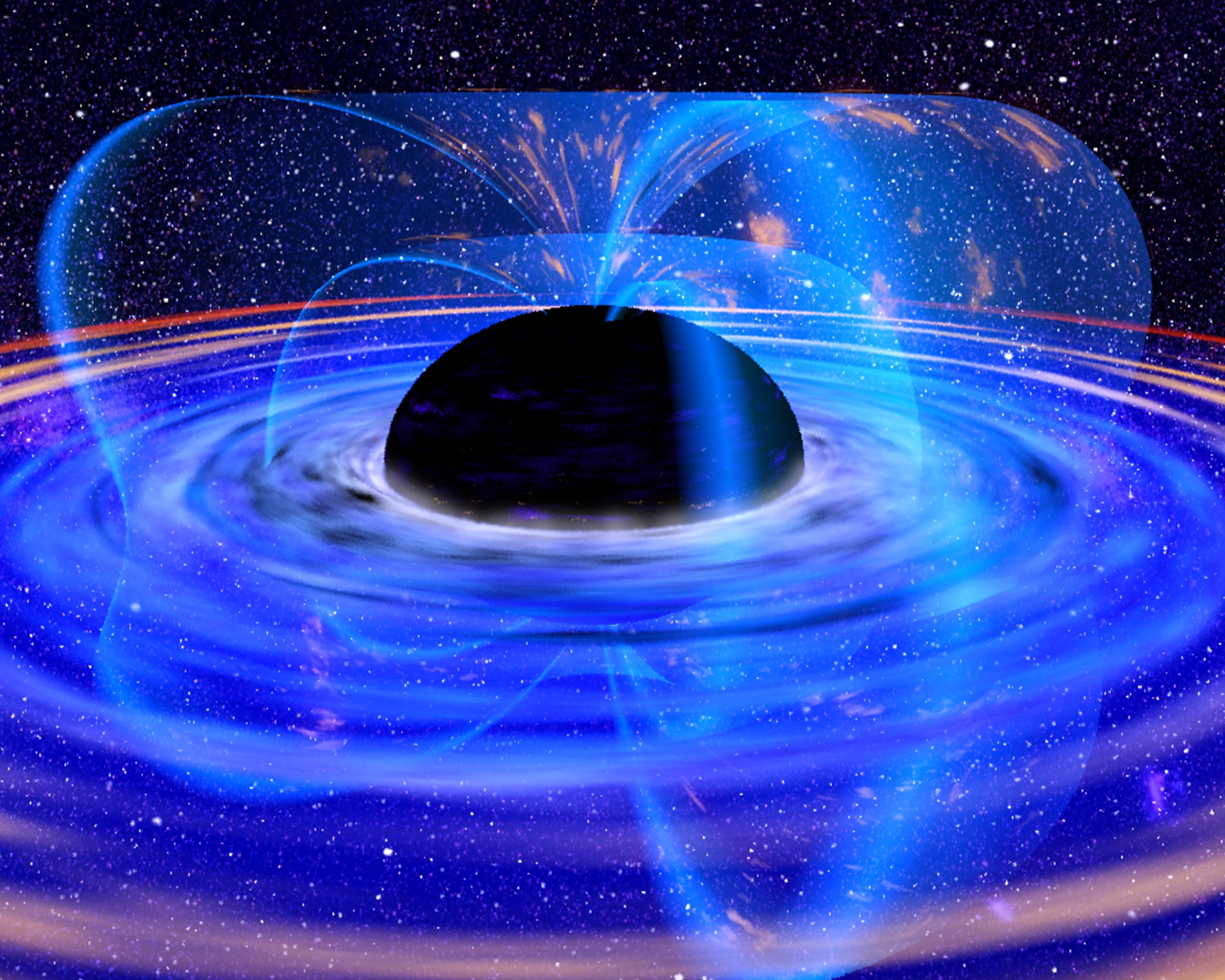
Representació artística d'un forat negre.

  - Forat negre extrem (Electró de forat negre)
  - Forat negre estel·lar
  - Forat negre de massa intermèdia
  - Forat negre supermassiu
  - Quàsar
    - Nucli de galàxia actiu
    - Blàzar
- Formació
  - Evolució estel·lar
  - Col·lapse gravitatori
  - Estrella de neutrons (Plantilla:Estrella de neutrons)
  - Estrella compacta
    - Estel de quarks
    - Estel exòtic

  - Límit de Tolman-Oppenheimer-Volkoff
  - Nan blanc (Plantilla:Nan blanc)
  - Supernova (Plantilla:supernovae)
  - Hipernova
  - Esclat de raigs gamma
- Propietats
  - Termodinàmica dels forats negres
  - Radi de Schwarzschild
  - Relació M–sigma
  - Horitzó d'esdeveniments
  - Oscil·lació quasi periòdica
  - Esfera fotònica
  - Ergosfera
  - Radiació de Hawking
  - Procés Penrose
  - Acreció de Bondi
  - Espaguetització
  - Lent gravitatòria
- Models
  - Singularitat gravitatòria (Teoremes de singularitat de Penrose-Hawking)
  - Forat negre primordial
  - Gravastar
  - Estel fosc
  - Estel d'energia fosca
  - Estel negre
  - Objecte magnetosfèric eternament col·lapsant
  - Bolla de pelussa
  - Forat blanc
  - Singularitat nua
  - Singularitat d'anell
  - Paràmetre d'Immirzi
  - Paradigma de la membrana
  - Kugelblitz
  - Forat de cuc
  - Quasi-estrella
- Problemes
  - Teorema de no cabell
  - Paradoxa de la informació
  - Hipòtesi de censura còsmica
  - Models de forats negres no exclusius
  - Principi hologràfic
  - Complementaritat de forat negre
- Mètrica
  - Mètrica de Schwarzschild
  - Mètrica de Kerr
  - Reissner–Nordström
  - Kerr–Newman
- Relacionats
  - Llista de forats negres
  - Cronologia de la física dels forats negres
  - Rossi X-ray Timing Explorer
  - Sistema estel·lar hipercompacte

### Constel·lacions
- Constel·lació

#### Les 88 constel·lacions modernes
- Andròmeda
- Màquina Pneumàtica
- Au del Paradís
- Aquari
- Àguila
- Altar
- Àries
- Cotxer
- Bover
- Burí
- Girafa
- Cranc
- Llebrers
- Ca Major
- Ca Menor
- Constel·lació de Capricorn
- Quilla
- Cassiopea
- Centaure
- Cefeu
- Balena
- Camaleó
- Compàs
- Coloma
- Berenice
- Corona Austral
- Corona Boreal
- Corb
- Copa
- Creu del Sud
- Cigne
- Dofí
- Orada
- Dragó
- Cavallet
- Eridà
- Forn
- Bessons
- Grua
- Hèrcules
- Rellotge
- Hidra Femella
- Hidra Mascle
- Indi
- Llangardaix
- Lleó
- Lleó Menor
- Llebre
- Balança
- Llop
- Linx
- Lira
- Taula
- Microscopi
- Unicorn
- Mosca
- Escaire
- Octant
- Serpentari
- Orió
- Gall Dindi
- Pegàs
- Perseu
- Fènix
- Cavallet de Pintor
- Peixos
- Peix Austral
- Popa
- Brúixola
- Reticle
- Sageta
- Sagitari
- Escorpió
- Escultor
- Escut
- Serpent
- Sextant
- Taure
- Telescopi
- Triangle
- Triangle Austral
- Tucà
- Ossa Major
- Ossa Menor
- Vela
- Verge
- Peix Volador
- Guineueta

#### Història de les constel·lacions

##### Les 48 constel·lacions enumerades perPtolemeudesprés del 150 dC
- Andròmeda
- Aquari
- Àguila
- Altar
- Nau Argos
- Àries
- Cotxer
- Bover
- Cranc
- Ca Major
- Ca Menor
- Constel·lació de Capricorn
- Cassiopea
- Centaure
- Cefeu
- Balena
- Corona Austral
- Corona Boreal
- Corb
- Copa
- Cigne
- Dofí
- Dragó
- Cavallet
- Eridà
- Bessons
- Hèrcules
- Hidra Femella
- Lleó
- Llebre
- Balança
- Llop
- Lira
- Serpentari
- Orió
- Pegàs
- Perseu
- Peixos
- Peix Austral
- Sageta
- Sagitari
- Escorpió
- Serpent
- Taure
- Triangle
- Ossa Major
- Ossa Menor
- Verge

##### Les 41 constel·lacions addicionals afegides als seglesxviixvii
- Vespucci o Corsalius principi 16c: Creu del Sud
- Triangle Austral ▶ Vopel 1536: Cabellera de Berenice ▶ Keyser & de Houtman 1596: Au del Paradís
- Camaleó
- Orada
- Grua
- Hidra Mascle
- Indi
- Mosca
- Gall Dindi
- Fènix
- Tucà
- Peix Volador ▶ Plancius 1613: Girafa
- Coloma
- Unicorn ▶ Habrecht 1621: Reticle ▶ Hevelius 1683: Llebrers
- Llangardaix
- Lleó Menor
- Linx
- Escut
- Sextant
- Guineueta ▶ de Lacaille 1763: Màquina Pneumàtica
- Burí
- Quilla
- Compàs
- Forn
- Rellotge
- Taula
- Microscopi
- Escaire
- Octant
- Cavallet de Pintor
- Popa
- Brúixola
- Escultor
- Telescopi
- Vela

##### Constel·lacions obsoletes, incloses les deArgo Navisde Ptolemeu
Constel·lacions obsoletes incloent la Guineu a Argo Navis de Ptolemeu
- Antínous
- Nau Argos
- Asterion
- Cranc Menor
- Cerberus
- Chara
- Custos Messium
- Felis
- Frederici Honores/Gloria Frederici
- Gallus
- Globus Aerostaticus
- Jordanus
- Lochium Funis
- Machina Electrica
- Malus
- Mons Maenalus
- Musca Borealis
- Noctua
- Officina Typographica
- Polophylax
- Psalterium Georgianum/Harpa Georgii
- Quadrans Muralis
- Ramus Pomifer
- Robur Carolinum
- Sceptrum Brandenburgicum
- Sceptrum et Manus Iustitiae
- Solarium
- Rangifer/Tarandus
- Taurus Poniatovii
- Telescopium Herschelii
- Testudo
- Tigris
- Triangulum Minus
- Turdus Solitarius
- Vespa
- Vultur cadens
- Vultur volans

### Clústers i nebuloses
- Medi interestel·lar
- Nebulosa
- Nebulosa del Cranc
- Regió H I
- Regió H II
- Nebulosa d'Orió
- Nebulosa planetària
- Plèiades

### Galàxies
- Galàxia
- Gran galàxia d'Andròmeda
- Núvols de Magalhães
- Quàsar

### Cosmologia
- Big-bang
- Radiació còsmica de fons
- Cosmos
- Matèria fosca
- Escala de distàncies còsmiques
- Constant de Hubble
- Paradoxa d'Olbers
- Univers

### Exploració espacial
Vegeu: Resum de l'exploració espacial

### Organitzacions

#### Agències espacials del sector públic
Agències espacials

##### Àfrica

###### Nord d'Àfrica
- Agència espacial algeriana
- Autoritat Nacional per a la Teledetecció i les Ciències Espacials
- Centre de detecció remota d'Egipte
- Centre real de teledetecció
- Centre nacional de detecció remota

###### Àfrica subsahariana
- Agència Nacional de Recerca i Desenvolupament Espacial
- Agència Espacial Sud-africana

##### Amèriques

###### Amèrica del Nord
- Agència Espacial Canadenca
- Agencia Espacial Mexicana
- NASA
- Departament de Defensa dels Estats Units
  - National Reconnaissance Office
  - United States Army Space and Missile Defense Command
  - United States Space Command
  - Força Espacial dels Estats Units

###### Amèrica del Sud
- Comisión Nacional de Actividades Espaciales
- Agència Espacial Brasilera
- Comandament general brasiler de tecnologia aeroespacial
- Institut Nacional d'Investigació Espacial
- Institut Tecnològic d'Aeronàutica
- Agència Xilena de l'Espai
- Comissió Espacial Colombiana
- Comissió Nacional de Recerca i Desenvolupament Aeroespacial
- Centre d'Investigació i Difusió de l'Aeronàutica i l'Espai
- Agència Bolivariana per a Activitats Espacials
- Institut Veneçolà d'Investigacions Científiques

##### Àsia

###### Àsia oriental
- Corporació de Ciència i Tecnologia Aeroespacial de la Xina (Acadèmia de Tecnologia de Vehicles de Llançament de la Xina
- Acadèmia Xinesa de Tecnologia Espacial
- China Chang Feng
- Corporació de Ciència i Tecnologia Aeroespacial de la Xina
- Comissió de Ciència, Tecnologia i Indústria per a la Defensa Nacional)
- Administració Espacial Nacional de la Xina
- Agència Espacial Japonesa (Institut de Ciències Espacials i Astronàutiques
- Laboratori Nacional Aeroespacial del Japó
- Agència Nacional per al Desenvolupament Espacial del Japó)
- Institut Nacional d'Informació i Tecnologia de les Comunicacions
- Institut per a l'experimentació espacial no tripulada
- Centre nacional de detecció remota
- Comitè Coreà de Tecnologia Espacial
- Korea Aerospace Research Institute
- Organització espacial nacional

###### Sud-est asiàtic
- Institut Nacional d'Aeronàutica i Espai
- Agència Espacial Nacional de Malàisia
- Administració de Serveis Atmosfèrics, Geofísics i Astronòmics de Les Filipines
- Agència Espacial del Ministeri de Ciència i Tecnologia de Tailàndia
- Institut Tecnològic de l'Espai
- Comissió espacial de Vietnam

###### Sud d'Àsia
- Organització de recerca espacial i teledetecció
- Agència Índia d'Investigació Espacial (Antrix Corporation
- Departament de l'Espai)
- Comissió d'Investigació sobre l'Espai i l'Alta Atmosfera
- Agència de l'Aeronàutica i l'Espai de Sri Lanka

###### Sud-oest d'Àsia
- Agència Nacional Aeroespacial de l'Azerbaidjan1
- Organització de les Indústries de l'Aviació de l'Iran
- Iranian Space Agency
- Agència Espacial Israeliana
- Comitè nacional de recerca espacial
- TÜBİTAK UZAY

###### Àsia central
- KazCosmos
- Institut de recerca espacial del Kazakhstan1
- Agència Espacial Nacional de Turkmenistan1
- UzbekCosmos1

##### Europa
- Agència espacial austríaca
- Agència Espacial de Belarús1
- Institut belga d'aeronomia espacial
- Agència espacial búlgara
- Oficina espacial txeca
- Centre espacial nacional danès
- esa Cooperació europea per a la normalització espacial
- Agència Espacial Europea
- EUMETSAT
- Centre de Satèl·lits de la Unió Europea
- CNES
- Agència espacial alemanya
- Institut per a aplicacions espacials i teledetecció
- Oficina espacial hongaresa
- Space Ireland
- Agència Espacial Italiana
- Institut de Ciència i Tecnologia de l'Espai1
- Luxinnovation
- Institut holandès per a la investigació espacial
- Centre espacial noruec
- Centre d'Investigació Espacial
- Empresa espacial portuguesa
- Agència espacial romanesa
- Agència Espacial Federal Russa1
- Institut d'Investigació Espacial1
- Forces espacials russes
- Programa espacial soviètic
- Institut Nacional de Tècnica Aeroespacial d'Espanya
- Consell nacional suís de l'espai
- Oficina espacial suïssa
- Agència espacial del Regne Unit
- Agència Estatal de l'Espai d'Ucraïna1

##### Oceania
- Organització de la Investigació Científica i Industrial de la Commonwealth

##### Món
- Organització de Cooperació Espacial Àsia-Pacífic
- Comitè consultiu de sistemes de dades espacials
- Comitè sobre Recerca Espacial
- Acadèmia Internacional d'Astronàutica
- Organització internacional de satèl·lits de telecomunicacions
- Intercosmos
- Intersputnik
- Agència Espacial Panàrab
- Comissió de l'Espai de les Nacions Unides
- Oficina d'Afers Exteriors de les Nacions Unides

1 Precedit pel programa espacial soviètic

### Llibres i publicacions
- Almagest
- Astronomia Nova
- Astronomical Journal
- Astrophysical Journal
- Catàleg BD
- De Revolutionibus
- Catàleg de Henry Draper
- Catàleg Messier
- Nou catàleg general
- Principia

## Astrònoms
- Walter Baade
- Friedrich Bessel
- Tycho Brahe
- Annie Jump Cannon
- Alvan Clark
- Nicolau Copèrnic
- Galileo Galilei
- George Ellery Hale
- William Herschel
- Edwin Hubble
- Jacobus Kapteyn
- Johannes Kepler
- Gerard Kuiper
- Henrietta Leavitt
- Isaac Newton
- Edward C. Pickering
- Claudi Ptolemeu
- Henry Norris Russell
- Harlow Shapley